# Kinh tế Việt Nam, 1976-1986

Kinh tế Việt Nam giai đoạn 1976-1986 nằm trong bối cảnh thời bao cấp, đây là giai đoạn áp dụng mô hình kinh tế cũ ở miền Bắc cho cả nước sau khi thống nhất và đồng thời là giai đoạn của những tìm tòi để thoát khỏi mô hình này. Đây là thời kỳ của 2 kế hoạch 5 năm 1976-1980 và 1981-1986.

## Thời kỳ xác lập mô hình kinh tế chung cho cả nước

### Mô hình kinh tế
Ngày 30 tháng 4 năm 1975, Việt Nam Cộng hòa sụp đổ, nước Việt Nam thống nhất. Ngày 16 tháng 5 năm 1975, Bí thư thứ nhất Đảng Lao động Việt Nam Lê Duẩn đã trực tiếp vào miền Nam nắm tình hình, gồm cả tình hình kinh tế. Ông thừa nhận những yếu tố tích cực của kinh tế tư nhân và của thị trường tự do ở miền Nam. Tại cuộc họp trù bị của Hội nghị lần thứ 24 Ban chấp hành Trung ương Đảng Lao động Việt Nam khóa III, ông đã phát biểu:
| “ | Ở miền Bắc trước đây phải hợp tác hóa ngay lập tức. Nhưng miền Nam bây giờ không thể làm như vậy... Phải có tư sản, phải cho nó phát triển phần nào đã... Bộ Chính trị sau khi nghiên cứu thấy rằng cần phải để mấy thành phần kinh tế là quy luật cần thiết trong giai đoạn bước đầu này... Xưa nay ở miền Bắc chúng ta có một số sai lầm, là vì chúng ta đã đi sai quy luật. Nếu chúng ta đi sai quy luật mà đưa vào miền Nam thì càng sai lắm. | ” |

Tuy nhiên, đa số Ban Chấp hành Trung ương Đảng lúc ấy muốn áp dụng mô hình kinh tế của miền Bắc cho miền Nam. Vì thế, Hội nghị cuối cùng quyết nghị: xóa bỏ tư sản mại bản, cải tạo xã hội chủ nghĩa đối với tư sản dân tộc, thí điểm xây dựng hợp tác xã, cải tạo xã hội chủ nghĩa đối với thủ công nghiệp và thương nghiệp nhỏ.
Tiếp theo, Đại hội Đại biểu Toàn quốc của Đảng Lao động Việt Nam được tổ chức vào tháng 12 năm 1976. Tại đây, Đại hội quyết nghị đổi tên nước thành Cộng hòa xã hội chủ nghĩa Việt Nam, đổi tên Đảng thành Đảng Cộng sản Việt Nam, khẳng định đường lối xây dựng chủ nghĩa xã hội trên cả nước. Nội dung chính của đường lối xây dựng chủ nghĩa xã hội là:
Thứ nhất, thực hiện sản xuất lớn xã hội chủ nghĩa. Sản xuất lớn có nghĩa là nền kinh tế dựa vào những đơn vị có quy mô lớn, huyện trở thành pháo đài kinh tế-xã hội, các tỉnh được sáp nhập lại còn 29 tỉnh. Còn sản xuất xã hội chủ nghĩa tức là nền kinh tế dựa vào 2 thành phần kinh tế cơ bản: quốc doanh (trong công và thương nghiệp) và tập thể (trong nông nghiệp - với hợp tác xã cấp cao là nòng cốt). Để thực hiện được sản xuất lớn xã hội chủ nghĩa, cần tiến hành đồng thời 3 cuộc cách mạng: quan hệ sản xuất, khoa học kỹ thuật, và văn hóa tư tưởng. Cách mạng quan hệ sản xuất có nội dung cơ bản là cải tạo các thành phần kinh tế tư nhân, cá thể, biến chúng thành các thành phần kinh tế quốc doanh và tập thể - gọi chung là cải tạo xã hội chủ nghĩa.
Thứ hai, làm chủ tập thể. Đây là một tư tưởng do Lê Duẩn sáng tạo mà rất ít người hiểu, kể cả các nhà triết học.
Thứ ba, áp dụng chế độ kế hoạch hóa tập trung. Đây là mô hình chung ở các nước xã hội chủ nghĩa. Ở Việt Nam nó được thực hiện theo một công thức do Lê Duẩn sáng tạo, đó là: Đảng lãnh đạo, Nhà nước quản lý, nhân dân lao động làm chủ. Tại Đại hội IV, đường lối này được thể hiện bằng chủ trương tiến hành kế hoạch phát triển kinh tế 5 năm 1976-1980. Theo kế hoạch do Đại hội IV định hướng, sản xuất xã hội sẽ tăng bình quân hàng năm 14-15%, thu nhập quốc dân tăng 13-14%, giá trị tổng sản lượng nông nghiệp tăng 8-10%, năng suất lao động xã hội tăng 7,5–8%, lương thực quy thóc đạt ít nhất 21 triệu tấn vào năm 1980, thịt hơi các loại đạt 1 triệu tấn.
Thứ tư, công nghiệp nặng được lựa chọn làm ngành động lực chính của tăng trưởng và phát triển kinh tế.
Thứ năm, Nhà nước độc quyền về kinh tế đối ngoại.

### Đẩy mạnh sản xuất tập trung ở miền Bắc
Theo Kế hoạch 5 năm 1976–1980 thì diện tích đơn vị sản xuất, tức hợp tác xã nông nghiệp ở miền Bắc tăng gấp hai đến 2,5 lần hậu kích thích sản xuất nhưng năng suất vẫn trì trệ. Tính trên đầu người thì lượng thực phẩm ở Miền Bắc giảm từ 248 kg vào năm 1976 xuống chỉ còn 215 kg vào năm 1980. Dù không đạt được mục đích chính phủ vẫn quyết định áp dụng cùng một chính sách ở Miền Nam vừa mới thống nhất.

### Cải tạo xã hội chủ nghĩa ở miền Nam

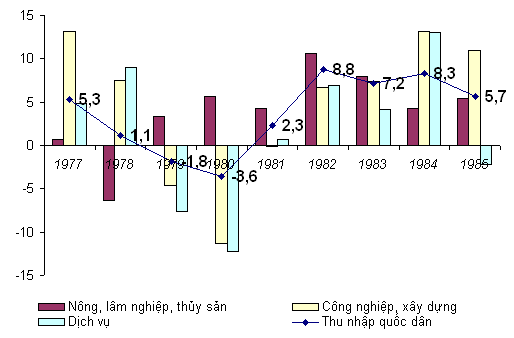
Tốc độ tăng trưởng thu nhập quốc dân thực tế hàng năm.

#### Hợp tác hóa
Việc hợp tác hóa ở miền Nam được tiến hành khẩn trương trong các năm từ 1977 đến 1980. Theo kế hoạch thì ruộng đất được tập hợp lại để tổ chức canh tác tập thể, sản phẩm được phân chia căn cứ theo mức đóng góp. Máy móc nông nghiệp của nông dân bị trưng mua để thành lập các tập đoàn phục vụ sản xuất nông nghiệp. Các tập đoàn sản xuất có nghĩa vụ bán sản phẩm của mình cho Nhà nước theo giá kế hoạch thấp hơn rất nhiều giá thị trường. Bù lại, Nhà nước cung cấp vật tư và hàng hóa tiêu dùng cho các tập đoàn. Tuy nhiên tình hình kinh tế Miền Nam không thích hợp với mô hình hợp tác hóa vì chương trình "Người cày có ruộng" vào đầu thập niên 1970 đã phân phối ruộng đất khiến đa số nông dân Miền Nam thuộc hạng trung nông với năng suất khá cao. Hơn nữa chính quyền cũng đã nhận thấy lịch sử hợp tác hóa ở miền Bắc đã gặp nhiều thất bại nên hợp tác hóa ở miền Nam cũng bị bỏ dở.
Tính đến cuối năm 1979, ở Miền Nam thành lập được 1.286 hợp tác xã và hơn 15.000 tổ sản xuất bao gồm khoảng 50% nông dân. Vậy mà sang năm 1980 các tổ chức này đã tan rã, chỉ có trên giấy tờ mà không hoạt động được như kế hoạch. Hậu quả là sản xuất nông nghiệp khựng lại trong khi dân số tăng, gây ra cảnh thiếu thực phẩm khiến từ năm 1976 đến 1980 mặc dù trong hoàn cảnh hòa bình Việt Nam phải nhập cảng 5,6 triệu tấn thực phẩm.

#### Cải tạo công thương nghiệp
Cuối tháng 8 năm 1975, Bộ Chính trị Đảng Lao động Việt Nam đã chỉ đạo tiến hành các chiến dịch cải tạo. Tiếp theo, Thường vụ Trung ương Cục miền Nam thông qua một kế hoạch nhắm vào tư sản mại bản, gọi bằng mật danh là Chiến dịch X2. Đợt 1 của chiến dịch này thực hiện bất ngờ vào nửa đêm ngày 9 tháng 9 năm 1975; đợt 2 được tiến hành từ ngày 4 đến ngày 6 tháng 12. Trong Chiến dịch X2, nhiều nhà tư sản lớn của miền Nam đã bị bắt, tài sản của họ bị tịch thu.

Song song với tấn công tư sản mại bản, chiến dịch di dân thành phố về nông thôn, đưa những người buôn bán về các vùng kinh tế mới. Phát biểu tại kỳ họp thứ nhất Quốc hội chung cả nước, ngày 25 tháng 6 năm 1976 ông Lê Duẩn chủ trương: 
| “ | ở miền Nam, những người trước đây nhờ chiến tranh xâm lược của đế quốc Mỹ mà có một mức sống vật chất vượt xa khả năng của nền kinh tế trong nước và kết quả lao động của bản thân họ, nên hiểu rằng đó là một cuộc sống phồn vinh giả tạo, đổi bằng đau khổ, chết chóc của hàng triệu đồng bào, bằng sự triệt phá biết bao xóm làng, thị trấn, bằng sự sa đọa của biết bao thanh niên, bằng sự chà đạp nhân phẩm của biết bao phụ nữ ở các vùng tạm bị chiếm, và bằng nhục mất nước. Họ nên hiểu rằng lối sống chạy theo những nhu cầu giả tạo theo kiểu "xã hội tiêu thụ", đua đòi theo những thị hiếu tầm thường, hoàn toàn trái với cuộc sống hạnh phúc văn minh chân chính. Những đồng bào ấy ngày nay có thể và cần trở lại với thực tế, trở về với cuộc sống của dân tộc, sống bằng kết quả lao động của mình. Đó là con đường để tiến tới một cuộc đời tươi vui, đẹp đẽ, có ý nghĩa, có phẩm giá, có hạnh phúc thật sự và lâu bền cho chính mình và con cháu mình. | ” |

Dù vậy, các hoạt động cải tạo công thương ở miền Nam cho đến trước năm 1978 vẫn diễn ra một cách thận trọng. Vị Bí thư Thành ủy Thành phố Hồ Chí Minh lúc đó là Nguyễn Văn Linh là người am hiểu tình hình giới tư sản miền Nam, nên các biện pháp của ông mềm dẻo, tỏ thái độ trân trọng và có văn hóa đối với giới tư sản. Nhưng chính điều này khiến Nguyễn Văn Linh bị mất chức bí thư thành ủy vào năm 1978, bị đưa ra khỏi Bộ Chính trị, điều chuyển khỏi công tác phụ trách Ban Cải tạo công thương nghiệp tư doanh Trung ương sang phụ trách công tác dân vận, công đoàn.
Từ năm 1978, hoạt động cải tạo công thương nghiệp diễn ra mạnh hơn. Đối tượng bị cải tạo rộng hơn trước. Sâu rộng với toàn giới là cuộc đổi tiền năm 1978.

### Thống nhất tiền tệ
Sau ngày 30 tháng 4 năm 1975, Việt Nam thống nhất lãnh thổ và tiếp sau đó là thống nhất về chế độ chính trị. Chính phủ Cách mạng Lâm thời Cộng hòa Miền Nam Việt Nam tự giải tán và chính thức hợp nhất với chính quyền Việt Nam Dân chủ Cộng hòa để ra đời chính quyền Cộng hòa Xã hội Chủ nghĩa Việt Nam. Mặt trận Dân tộc Giải phóng miền Nam cũng tuyên bố hợp nhất với Mặt trận Tổ quốc Việt Nam. Tuy nhiên, nền kinh tế quốc gia vẫn còn bị chia cắt trên một số lĩnh vực. Một trong số đó là việc tồn tại đồng thời 2 đơn vị tiền tệ: Đồng của Việt Nam Dân chủ Cộng hòa và Đồng của Mặt trận Dân tộc Giải phóng miền Nam Việt Nam. Việc chấp nhận 2 đơn vị tiền tệ cùng tồn tại thời gian đầu được Đảng Cộng sản Việt Nam giải thích là "tuy là một nước thống nhất, nhưng do còn có sự khác biệt về phương thức sản xuất và phân phối, chúng ta phải tạm thời cho lưu hành hai đồng tiền khác nhau ở hai miền." Tuy nhiên, Đảng Cộng sản Việt Nam vẫn xem điều này là "trở ngại trong giao lưu kinh tế và thanh toán giữa hai miền". Mặt khác, quốc hiệu của Việt Nam đã được đổi thành Cộng hòa xã hội chủ nghĩa Việt Nam, không dùng quốc hiệu cũ vẫn ghi trên các đơn vị tiền tệ đang lưu thông. Do đó, Bộ Chính trị Đảng Cộng sản Việt Nam đã có chủ trương thống nhất tiền tệ.
Ngày 1 tháng 4 năm 1978, Bộ Chính trị ra Nghị quyết số 08-NQ/TW về việc phát hành tiền ngân hàng mới, thu hồi tiền ngân hàng cũ ở hai miền, thống nhất tiền tệ trong cả nước. Mục đích là để tạo thuận lợi cho trao đổi và thanh toán, vừa bao gồm mục đích kiểm soát lượng tiền trong lưu thông, lại vừa bao gồm mục đích cải tạo xã hội chủ nghĩa. Ngày 02 tháng 5 năm 1978, Ủy ban Thường vụ Quốc hội Việt Nam đã ra quyết nghị số 230 NQ-QH/K về việc Thống nhất tiền tệ trong cả nước, thu đổi tiền Ngân hàng Nhà nước hiện đang lưu hành ở hai miền Việt Nam và phát hành tiền mới của Ngân hàng Nhà nước Việt Nam. Ngày 05 tháng 5 năm 1978, công việc đổi tiền được tiến hành trên toàn quốc. 1 đồng (tiền Việt Nam Dân chủ Cộng hòa) đổi bằng 1 đồng mới, 0,80 đồng (tiền Mặt trận Dân tộc Giải phóng miền Nam Việt Nam) đổi bằng 1 đồng mới. Mức tiền mặt được đổi ngay được ấn định như sau: Mỗi hộ độc thân được đổi ngay đến mức tối đa ở thành thị là 100 đồng, ở nông thôn là 50 đồng; Mỗi hộ gia đình có 2 nhân khẩu được đổi ngay ở thành thị mức tối đa là 200 đồng, ở nông thôn là 100 đồng; Mỗi hộ gia đình có 3 nhân khẩu trở lên được đổi thêm cho mỗi nhân khẩu ở thành thị là 50 đồng, ở nông thôn là 30 đồng, những hộ nhiều nhân khẩu nhất cũng chỉ được đổi ngay đến mức tối đa ở thành thị là 500 đồng, ở nông thôn là 300 đồng; Mỗi nhân khẩu trong các hộ tập thể, như bộ đội, công an vũ trang, công nhân viên chức, sinh viên... được đổi ngay đến mức tối đa là 100 đồng. Ngoài số tiền mặt được đổi ngay, số còn lại được ghi vào sổ tiết kiệm hay tiền gửi và được rút ra cho sinh hoạt và sản xuất, kinh doanh.

### Hội nhập kinh tế
Sau sự kiện 30 tháng 4 năm 1975, Hoa Kỳ lập tức triển khai cấm vận kinh tế đối với Việt Nam. Tuy nhiên, chỉ khoảng 1 năm sau, Hoa Kỳ đã có dấu hiệu muốn cải thiện quan hệ với Việt Nam. Henry Kissinger đề nghị Việt Nam cùng Hoa Kỳ thảo luận bình thường hóa quan hệ. Tổng thống Gerald Ford đề nghị Quốc hội Hoa Kỳ tạm ngừng cấm vận Việt Nam trong 6 tháng để tạo điều kiện cho trao đổi giữa 2 nước. Bộ Ngoại giao Hoa Kỳ thì đề ra lộ trình 3 bước bình thường hóa quan hệ với Việt Nam. Hoa Kỳ tuyên bố sẵn sang bỏ cấm vận Việt Nam và tiến hành viện trợ nhân đạo nếu Việt Nam trao trả hài cốt binh sĩ Hoa Kỳ và không đặt vấn đề bồi thường chiến tranh. Ngày 4 tháng 5 năm 1977, Hoa Kỳ đồng ý để Việt Nam vào Liên Hợp Quốc.
Tây Âu sẵn sàng giúp đỡ Việt Nam. Năm 1978, Chủ tịch Hội đồng bộ trưởng Phạm Văn Đồng đi thăm một loạt nước Tây Âu.
Đông Nam Á muốn tạo dựng mối quan hệ hữu nghị với Việt Nam. Năm 1977, Phạm Văn Đồng đi thăm các nước Philippines, Singapore, Thái Lan.
Dù có quan hệ quốc tế khá thuận lợi để đẩy mạnh hội nhập kinh tế rộng rãi, nhưng Việt Nam đã không tranh thủ. Năm 1978, Việt Nam gia nhập Hội đồng Tương trợ Kinh tế.

### Tình hình thực hiện

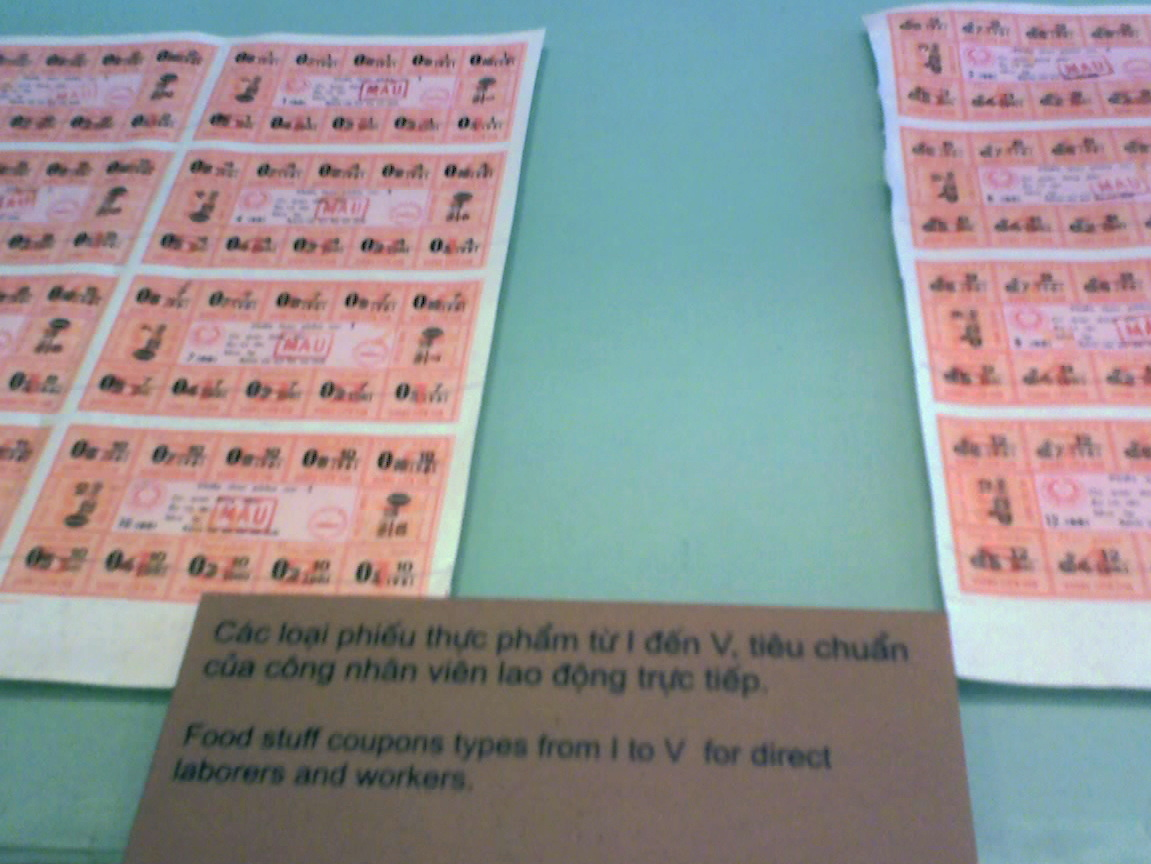
Do sản xuất kém phát triển, hàng hóa không đủ, nên việc phân phối bị kiểm soát bằng chế độ tem phiếu

Việc thực hiện kế hoạch kinh tế 5 năm 1976-1980 gặp nhiều khó khăn. Trước tiên là nguồn viện trợ từ phía các nước xã hội chủ nghĩa giảm sút. Đặc biệt, viện trợ từ Trung Quốc chấm dứt hoàn toàn từ năm 1977. Các nguồn viện trợ này gồm những mặt hàng quan trọng như gạo, sợi, đường, sữa, vải vóc, thuốc men, v.v… Sau khi tham gia Hội đồng Tương trợ Kinh tế, Việt Nam phải theo thể chế giá của khối này, trong đó có nguyên tắc giá trượt. Với nguyên tắc này, mức viện trợ 1,5 tỷ ruble cho Việt Nam chỉ có sức mua bằng 600-700 triệu ruble trước khi vào khối. Thứ hai, từ năm 1978, Khmer Đỏ tấn công Việt Nam trên toàn tuyến biên giới. Chi tiêu cho quốc phòng của Việt Nam vì vậy tăng mạnh. Tháng 1 năm 1979, Việt Nam phản công đánh sang Campuchia. Chiến sự ở biên giới phía Bắc bùng nổ. Chi phí quốc phòng lại càng tăng vọt. Viện trợ cho Lào và Campuchia cũng tăng lên. Trong khi đó, nhiều nước phương Tây và Nhật Bản vốn có viện trợ cho Việt Nam đã ngừng cung cấp viện trợ. Thứ ba, cuối năm 1978 và cả năm 1979, đồng bằng sông Cửu Long chịu những trận lũ lớn. Diện tích canh tác bị ngập úng tới 5-6 tháng. Thứ tư, và quan trọng, là cơ chế kinh tế mới áp dụng ở miền Nam đã khiến cho nền kinh tế miền Nam nói riêng và cả nước nói chung sa sút.

## Thời kỳ đổi mới

### Xé rào ở cơ sở
Do đời sống người lao động gặp nhiều khó khăn, do sản xuất ách tắc, các cơ sở kinh tế và địa phương đã tìm những cách thức để giải quyết khó khăn và ách tắc của mình. Nổi bật nhất là trường hợp khoán ở xí nghiệp đánh cá Vũng Tàu - Côn Đảo năm 1979, khoán ở xí nghiệp xe khách Thành phố Hồ Chí Minh năm 1979, khoán nông nghiệp ở Đoàn Xá (Đồ Sơn, Hải Phòng) năm 1980, "phá giá thu mua" lúa của công ty lương thực Thành phố Hồ Chí Minh năm 1979 và của An Giang năm 1980, áp dụng cơ chế giá thị trường và bù giá vào lương ở Long An, sự bùng nổ của các công ty xuất nhập khẩu (các imex) ở các tỉnh, thành phố, nhập lậu hàng second hand của các thủy thủ viễn dương, buôn bán hàng hóa của học sinh, cán bộ, lao động Việt Nam ở Đông Âu, chủ động vay ngoại tệ từ Vietcombank để nhập nguyên liệu của xí nghiệp dệt Thành Công (Thành phố Hồ Chí Minh), xí nghiệp thuốc lá Vĩnh Hội, xí nghiệp dệt lụa Nam Định, xí nghiệp thuốc lào Bông Sen (Thanh Hóa). Những điển hình "vượt khó" này đã nhanh chóng được học tập, nhân rộng.
Đặc biệt, một số cố vấn Liên Xô đã đánh giá cao các cơ sở kinh tế phá rào nói trên. Sau khi Việt Nam gia nhập Hội đồng Tương trợ Kinh tế, Liên Xô đã cử các chuyên gia kinh tế sang giúp Việt Nam. Các chuyên gia này chia làm hai loại. Một là các nhà kinh tế học từ các trường và viện nghiên cứu. Hai là các nhà quản lý kinh tế. Trong khi các nhà quản lý cố vấn cho các bộ, ngành Việt Nam cách thức quản lý kinh tế kiểu kế hoạch hóa tập trung, thì các nhà kinh tế học lại mở những lớp giảng dạy về Chính sách kinh tế mới (NEP) của Lenin. Mặc dù các lớp học về NEP đã làm mất lòng tổng cố vấn Liên Xô, nhưng nó lại làm cho các học viên Việt Nam thích thú. Nội dung của lớp học phù hợp với nhu cầu tìm tòi hướng đi mới của các cán bộ Việt Nam, vừa là cái ô che chở cho những cán bộ có tinh thần đổi mới bởi lẽ NEP là sáng tạo của Lenin và người truyền bá lại là các giáo sư Liên Xô. Ý kiến của các học giả-cố vấn Liên Xô đã cổ vũ các địa phương, các cơ sở kinh tế mạnh dạn đi tới, đồng thời có tác dụng thuyết phục ít nhiều đối với những người còn phân vân.

### Đổi mới tư duy ở Trung ương
Nhận ra những bất cập của cơ chế kinh tế hiện hành, từ những kết quả tích cực của phong trào "phá rào" ở cơ sở, Nhà nước Việt Nam cũng bắt đầu có một số thay đổi trong chính sách quản lý kinh tế.

#### Hội nghị Trung ương 6 khóa IV
Tháng 9 năm 1979, Ban chấp hành Trung ương Đảng khóa IV tiến hành hội nghị lần thứ 6. Chủ tịch Hội đồng bộ trưởng Phạm Văn Đồng đã đọc báo cáo mang tên Những vấn đề kinh tế cấp bách. Cuối cùng Hội nghị đã ra nghị quyết số 20-NQ/TW ngày 20 tháng 9 năm 1979 với tinh thần chính là:
- Cho phép kết hợp kế hoạch hóa với cơ chế thị trường
- Sử dụng lại kinh tế tư nhân bao gồm cả tư bản tư nhân dưới sự quản lý của Nhà nước
- Sửa lại giá lương thực và giá các nông sản khác theo hướng dựa trên thỏa thuận.
- Cho phép địa phương tiến hành xuất nhập khẩu

Sau này, Báo cáo tổng kết một số vấn đề lý luận-thực tiễn qua 20 năm đổi mới (1986–2006) đã đánh giá kết quả Hội nghị Trung ương 6 khóa IV là "bước đột phá thứ nhất về tư duy và quan điểm kinh tế".
Để đưa Nghị quyết của Hội nghị Trung ương 6 vào thực hiện, những nhân vật có quan điểm cấp tiến được đưa vào những vị trí then chốt của nền kinh tế. Trong khi đó, Ban Cải tạo công thương nghiệp tư doanh Trung ương chỉ còn nhiệm vụ tổng kết công tác đã làm.

#### Khoán 100
Sau khi kinh nghiệm khoán của Đoàn Xá được thí điểm ở toàn huyện Đồ Sơn và Hải Phòng đem lại kết quả tích cực, Hội nghị Trung ương 9 khóa IV (tháng 12/1980) đã quyết định mở rộng việc thực hiện và hoàn thiện khoán sản phẩm trong nông nghiệp. Tuy nhiên, theo Hoàng Tùng, lúc bấy giờ trong Bộ Chính trị chỉ có Tổng bí thư Lê Duẩn và các ông Võ Chí Công, Lê Thanh Nghị và Hoàng Tùng là ủng hộ chính sách khoán. Còn lại, bao gồm cả Trưởng ban Nông nghiệp Trung ương Đảng, phản đối. Trong Hội đồng Chính phủ thì chỉ Bộ trưởng Nông nghiệp Nguyễn Ngọc Trìu ủng hộ, Chủ tịch Hội đồng Phạm Văn Đồng lưỡng lự, một số Phó Chủ tịch Hội đồng phản đối. Để cho chính sách khoán nông nghiệp có thể thực hiện được, những người ủng hộ đã phải ban hành nó dưới dạng chỉ thị của Ban Bí thư Trung ương Đảng Cộng sản Việt Nam thay vì đáng lẽ phải là Nghị quyết của Bộ Chính trị. Ngày 13 tháng 1 năm 1981, Ban Bí thư Trung ương Đảng ra Chỉ thị 100-CT/TW về Cải tiến công tác khoán, mở rộng "khoán sản phẩm đến nhóm lao động và người lao động" trong hợp tác xã nông nghiệp. Chỉ thị này cho phép áp dụng chế độ khoán trong toàn bộ nền nông nghiệp cả nước. Chế độ khoán này thường được gọi tắt là Khoán 100.

#### Chế độ 3 kế hoạch
Ở cấp cơ sở, các cơ sở kinh tế, nhất là trong công nghiệp và giao thông vận tải, trong khi tìm cách giải quyết khó khăn cho cơ sở mình đã tìm cách liên kết với các cơ sở bạn để tìm nguyên liệu và tìm cách tiêu thụ đầu ra. Họ gọi đây là "kế hoạch 2", trong khi "kế hoạch 1" là kế hoạch do Trung ương giao. Một số cơ sở còn tìm cách sản xuất cho thị trường tự do, gọi đây là "kế hoạch 3". Kế hoạch 2 từng bị coi là móc ngoặc, còn kế hoạch 3 từng bị coi là làm ăn phi pháp.
Triển khai thực hiện Nghị quyết của Hội nghị Trung ương 6 khóa IV, Hội đồng Chính phủ đã ra Quyết định số 25-CP ngày 21 tháng 1 năm 1981 về Một số chủ trương và biện pháp nhằm tiếp tục phát huy quyền chủ động sản xuất, kinh doanh và quyền tự chủ về tài chính của các xí nghiệp quốc doanh. Quyết định này cho phép áp dụng chế độ 3 kế hoạch.

### Kết quả của Đổi mới
Từ năm 1981, kinh tế Việt Nam khởi sắc. Sản lượng lương thực tăng mạnh, giá trị sản lượng công nghiệp tăng khá, thâm hụt thương mại giảm đáng kể.

## Thời kỳ siết lại

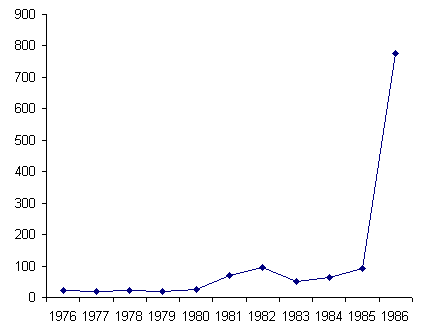
Diễn biến lạm phát.

Mặt trái của sự "phá rào" là gây ra những lộn xộn, mất trật tự. Kế hoạch tập trung do Trung ương giao thì bị bỏ bê trong khi kế hoạch 2 và kế hoạch 3 thì lại được thực hiện tích cực. Tình trạng tranh mua, tranh bán xuất hiện khiến giá hàng bị đẩy lên cao. Để thu mua được mức kế hoạch đề ra, Nhà nước phải in thêm tiền, vì thế lạm phát tăng tốc.
Những mặt trái này khiến cho các tư tưởng thủ cựu nổi lên, muốn quay trở lại cơ chế cũ.
Cả báo cáo chính trị do Tổng Bí thư Lê Duẩn trình bày tại Đại hội Đại biểu Toàn quốc lần thứ V của Đảng Cộng sản Việt Nam, phần những nhiệm vụ chủ yếu về kinh tế-xã hội trong thời gian tiếp theo, lẫn Báo cáo của Chủ tịch Hội đồng Bộ trưởng Phạm Văn Đồng tại Đại hội về phương hướng, nhiệm vụ và các mục tiêu phát triển kinh tế-xã hội thời gian tiếp theo, đều hầu như không nhắc đến việc phải tiếp tục thực hiện các biện pháp quản lý kinh tế mới.
Ngày 17–18 tháng 2 năm 1982, Bộ Chính trị họp để xem lại Quyết định số 25/CP.
Ngày 15 tháng 5 năm 1982, Ban Bí thư ra Chỉ thị số 04-CT/TW về việc mở một đợt sinh hoạt chính trị nhằm chấn chỉnh lại quan điểm và lập trường trong các vấn đề kinh tế.
Ngày 14 tháng 9 năm 1982, Bộ Chính trị ra Nghị quyết số 01-NQ/TW để uốn nắn lại những biểu hiện bị coi là chệch hướng ở Thành phố Hồ Chí Minh.
Ngày 30 tháng 11 năm 1982, Bộ Chính trị ra Chỉ thị số 11-CT/TW về việc huy động lương thực năm 1983, trong đó có yêu cầu "đình chỉ ngay" tình trạng mua lúa giá cao, bán vật tư giá cao, trở về cơ chế thu mua theo giá chỉ đạo.
Hội nghị Trung ương 3 khóa V được tổ chức vào đầu tháng 12 năm 1983. Một trong 3 nội dung chính của Hội nghị là bàn về "mấy vấn đề cấp bách trong công tác phân phối lưu thông. Sau hội nghị, phân phối-lưu thông được chấn chỉnh theo hướng trở lại cơ chế phân phối lưu thông trước nghị quyết số 26-NQ/TW năm 1980. Các công ty xuất nhập khẩu địa phương được sáp nhập lại theo hướng mỗi tỉnh, thành chỉ còn một công ty xuất nhập khẩu.
Ngày 29 tháng 1 năm 1983, Bộ Chính trị ra Nghị quyết số 08-NQ/TW để uốn nắn lại những biểu hiện bị coi là buông lỏng quản lý ở Hà Nội.
Tháng 5 năm 1983, chiến dịch Z-30 được thực hiện ở một số địa phương như Hà Nội, Thanh Hóa, Nghệ An. Trong chiến dịch này, một số gia đình bị coi là có tài sản bất chính (nhà 2 tầng, toa lét lát gạch men ngoại, các đồ gia dụng như TV, tủ lạnh, quạt máy mang về từ các nước tư bản) đã bị tịch thu.
Tháng 6 năm 1983, Hội nghị Trung ương 4 được tổ chức. Bài phát biểu kết thúc hội nghị của Tổng Bí thư Lê Duẩn đã nhận định:
| “ | Trong thời gian qua, Đảng và Nhà nước đã phạm sai lầm nặng nhất là không làm chủ thị trường, không làm chủ phân phối lưu thông …, đã buông lỏng cải tạo công thương nghiệp tư nhân, cải tạo tiểu, thủ công nghiệp và tiểu thương, để cho bọn tư sản cũ và mới phục hồi và phát triển, có thêm thế lực chống chủ nghĩa xã hội. Việc hợp tác hóa nông nghiệp ở Nam Bộ so với nhu cầu tiến hành có phần chậm. Trong phạm vi cả nước đã buông lỏng việc củng cố và hoàn thiện quan hệ sản xuất xã hội chủ nghĩa. | ” |

Tháng 12 năm 1983, Hội nghị Trung ương 5 được tổ chức. Hội nghị này, như Báo cáo tóm tắt tổng kết một số vấn đề lý luận-thực tiễn qua 20 năm đổi mới trình Hội nghị Trung ương 11 khóa IX đánh giá, đã:
| “ | … xem sự chậm chạp trong cải tạo xã hội chủ nghĩa là một trong những nguyên nhân của tình trạng khó khăn về kinh tế-xã hội, và chủ trương đẩy mạnh hơn nữa về cải tạo xã hội chủ nghĩa. Nhà nước phải nắm hàng, nắm tiền, xóa bỏ thị trường tự do về lương thực và các nông-hải sản quan trọng, thống nhất quản lý giá, bảo đảm cung cấp đủ 9 mặt hàng theo đúng định lượng cho người ăn lương, lập cửa hàng cung cấp… trong hợp tác xã nông nghiệp thì quản lý, điều hành chặt chẽ tất cả các khâu theo kế hoạch … | ” |

## Cải cách giá-lương
Thời kỳ 1979-1982 là thời kỳ có những chuyển biến trong tư duy về kế hoạch hóa kinh tế, về chính sách giá thu mua nông sản, về khoán sản xuất. Kết quả là kinh tế Việt Nam thời kỳ này có những khởi sắc. Tuy nhiên, cũng có những hậu quả tiêu cực như tình trạng tranh mua, tranh bán đẩy giá lên cao, tình trạng kế hoạch tập trung của nhà nước bị các đơn vị kinh tế không chấp hành do mải chạy theo kế hoạch 2 (kế hoạch liên doanh liên kết) và kế hoạch 3 (kế hoạch làm ăn kiểu thị trường). Những mặt tiêu cực này đã khiến hình thành chủ trương xét lại, thể hiện rõ qua Đại hội Đại biểu Toàn quốc lần thứ V vào tháng 3 năm 1982, hội nghị lần thứ 1 (tháng 9/1982), thứ 3 (tháng 12/1982), thứ 4 (tháng 6/1983)và thứ 5 (12/1983) của Ban chấp hành Trung ương Đảng khóa V, chiến dịch Z-30, v.v... Giữa lúc chủ trương uốn nắn lại được đẩy mạnh thì Chủ tịch Hội đồng Nhà nước Trường Chinh trước vốn là được xem là người bảo thủ đã có những thay đổi lớn về tư duy, đặc biệt là sau khi nghiên cứu những kết quả của các cải cách thời kỳ 1979-1982 và đi thực tiễn địa phương ở nhiều nơi. Ông đã nêu ra ý kiến cần đổi mới và phải đổi mới triệt để tại các hội nghị trung ương lần thứ 6, và 7 . Đến hội nghị trung ương 8 (tháng 6/1985), Ban chấp hành trung ương đã quyết nghị tiến hành một cuộc cải cách lớn về giá - lương - tiền, với nội dung chính như sau:
- Tính đủ chi phí hợp lý vào sản xuất
- Thực hiện cơ chế một giá trong toàn bộ hệ thống giá cả
- Đảm bảo tiền lương thực tế, thực sự đảm bảo cho người ăn lương sống chủ yếu bằng tiền lương, tái sản xuất được sức lao động.
- Xác lập quyền tự chủ về tài chính của các ngành và các cơ sở kinh tế [27].[28]

Để triển khai thực hiện nghị quyết của hội nghị trung ương 8 của Đảng, Nhà nước Việt Nam thành lập Ban chỉ đạo chiến dịch cải cách giá - lương - tiền do Phó Chủ tịch Hội đồng Bộ trưởng phụ trách phân phối lưu thông Trần Phương đứng đầu. Ban chỉ đạo có nhiệm vụ vừa thiết kế vừa triển khai chiến dịch. Tháng 8 năm 1985, phương án cải cách được đưa ra như sau:
- Về giá, phải tính toán đầy đủ giá các mặt hàng Nhà nước cung cấp và giá các mặt hàng Nhà nước mua của nông dân, thợ thủ công theo giá sát với chi phí sản xuất. Để tiện cho tính toán, các mức giá trên được quy ra thóc. Còn giá thóc được xác định bình quân là 25 đồng/kg, dựa trên tính toán thực tế của các chuyên gia. Các địa phương khác nhau thì mức giá thóc quy đổi này có thể cao hoặc thấp hơn. Nhà nước ban hành mức giá mới của một số vật tư, như xăng, dầu, xi măng, sắt, theo đó giá sắt 6 tăng 11,5 lần so với mức giá cũ, giá xi măng tăng 12,5 lần.
- Về lương, Ban chỉ đạo đề nghị tăng lương thêm 20%.
- Về tiền, để đáp ứng giá mới và lương mới, phải in thêm tiền, để tổng tiền trong lưu thống là 120 tỷ đồng. Nhưng thời điểm đó, Việt Nam không tự in được tiền mà phải nhờ nước ngoài in. In nhiều tiền sẽ tốn thời gian. Vì lẽ đó, để in ít tiền mà vẫn có sức mua lớn, Ban chỉ đạo đưa ra chủ trương đổi tiền. Một đồng mới sẽ đổi lấy 10 đồng hiện hành. Như vậy 12 tỷ đồng in mới và đem đổi sẽ tương đương 120 tỷ đồng hiện hành.

Nhà lịch sử kinh tế Đặng Phong cho rằng Cải cách giá - lương - tiền đã bị vỡ trận.
Thứ nhất, các đơn vị kinh tế quốc doanh phản đối mức giá vật tư mới, cho rằng như thế quá cao và đề nghị giảm đi. Tại hội nghị thông báo mức giá mới, các bộ trưởng đã đề nghị các mức giá vật tư thấp hơn. Chủ tịch Hội đồng bộ trưởng Phạm Văn Đồng chấp thuận rút mức giá mới xuống khoảng 70% so với phương án của Ban chỉ đạo Cải cách.
Thứ hai, các bộ và các tỉnh (nhất là các tỉnh phía Nam) cho rằng mức tăng lương 20% là quá ít. Một số đề nghị nâng mức tăng lương lên 100%. Chính phủ cũng chấp nhận tăng lương 100%.
Chi ngân sách Nhà nước cho tiền lương tăng vọt, nhưng thu ngân sách lại không tăng bao nhiêu do giá vật tư không tăng bằng mức Ban Chỉ đạo đề nghị. Để cứu ngân sách, tiền được phát hành hơn rất nhiều so với kế hoạch. Lạm phát bùng nổ. Những vòng xoáy điều chỉnh giá - lương - tiền càng làm cho lạm phát leo thang nhanh chóng trong năm 1986. Tiền phát hành nhiều mà vẫn không đủ. Lương công nhân không có. Vật tư, hàng hóa khan hiếm. Giá bán lương thực dù tăng 10 lần vẫn không đủ bù đắp chi phí. Sản xuất nông nghiệp sa sút. Đầu tư trong công nghiệp giảm.
Chỉ số giá bán lẻ của thị trường xã hội năm 1986 tăng 587,2% so với năm 1985. Do đồng tiền mất giá, người ta quay sang lấy vàng làm bản vị, khiến giá vàng tăng vọt, còn nhanh hơn cả tăng giá hàng hóa .
Tuy kế hoạch cải cách giá - lương - tiền không diễn ra như kế hoạch do sự chắp vá giữa cải cách với mô hình cũ, gây ra những hậu quả nghiêm trọng trong thời gian cuối năm 1985 và năm 1986, song chính sự khủng hoảng này đã làm cho các cấp các ngành nhận ra rằng đã cải cách là phải cải cách triệt để. Mô hình cũ phải bị đoạn tuyệt hoàn toàn. Trên cơ sở đó, Đại hội Đại biểu Toàn quốc lần thứ sáu của Đảng Cộng sản Việt Nam tháng 12 năm 1986 đã đưa ra những chủ trương cải cách, đổi mới lịch sử .

## Vai trò lịch sử của Trường Chinh trong các năm 1984-1986
Nhà nghiên cứu sử kinh tế Đặng Phong cho rằng Trường Chinh là một trong những người lãnh đạo có trình độ học vấn cao, có phương pháp tư duy và làm việc bài bản nhưng thiên về những nguyên tắc cứng nhắc, sách vở, mô phạm, xa rời thực tiễn dẫn tới phạm sai lầm trong cải cách ruộng đất ở miền Bắc năm 1953-1956, từng phê phán mạnh mẽ khoán nông nghiệp ở Vĩnh Phú năm 1968, và ít nhất đến đầu năm 1983 vẫn chưa có chuyển biến lớn trong tư duy kinh tế.
Tuy nhiên, trước những báo cáo về tình hình đổi mới ở cơ sở, và sau những chuyến đi tìm hiểu thực tế tại các địa phương trong năm 1983, và tham khảo ý kiến của các chuyên gia có tư tưởng đổi mới, Trường Chinh đã có thay đổi lớn và nhanh chóng về tư duy kinh tế. Cũng từ thời gian này, sức khỏe của Tống Bí thư Lê Duẩn yếu đi nhiều, nên Trường Chinh nắm một số công việc của vị trí Tổng Bí thư Đảng. Ở cương vị này và với tư duy mới, Trường Chinh đã mở đường đi cho lịch sử Việt Nam. Tại Hội nghị Trung ương 6 khóa V (tháng 7/1984), Trường Chinh đã đọc một báo cáo trong đó ông cho rằng mô hình kinh tế hiện hành là mô hình "phi kinh tế, không thể chấp nhận được" và yêu cầu "thừa nhận sự tồn tại khách quan của giá thị trường". Tại Hội nghị Trung ương 7 khóa V (tháng 12/1984) và 8 (tháng 5/1985), Trường Chinh tiếp tục nhấn mạnh những điểm đổi mới của mình về các vấn đề kinh tế. Mặc dù cải cách giá - lương - tiền không diễn ra như ông mong muốn và gây ra cuộc khủng hoảng kinh tế năm 1985-1986, song nó đã khiến các cấp các ngành nhận thức được yêu cầu từ bỏ dứt khoát mô hình kinh tế cũ.
Đặc biệt, trong quá trình chuẩn bị báo cáo chính trị cho Đại hội Đại biểu Toàn quốc lần thứ VI của Đảng Cộng sản Việt Nam năm 1986, Trường Chinh đã từ bỏ bản thảo trình Lê Duẩn (mới qua đời) mà ông đánh giá là chưa đáp ứng được những nhu cầu bức bách của cuộc sống và cho viết lại để cho ra đời một báo cáo lịch sử.